# 제18호 과학위성 노조미
노조미(のぞみ:일본어로 소망이라는 뜻, 정식명칭 PLANET-B)는 일본 우주항공연구개발기구(JAXA)에 의해 개발된 화성 탐사선이다. 일본에서는 제 18호 과학위성이라고도 불린다. 노조미는 일본의 4번째 심우주 탐사선이며, 일본의 행성 탐사선으로는 최초이다.

## 개요
노조미 프로젝트는 1980년대부터 시작되었다. 처음에는 금성을 탐사할 목적을 가지고 있었지만, 1988년에 발사된 소련의 포보스 2호가 교신이 끊기기 직전에 태양 반대쪽의 화성에 산소가 존재하는 것을 관측하게 되었고, 이에 화성의 과학조사 가치가 높아져 목적지가 화성으로 변경되었다.
1992년부터 개발하기 시작해 1996년에 M-V 로켓에 탑재하여 발사될 예정이었으나, M-V 로켓의 개발이 늦어져 1998년으로 발사가 연기되었고, 1998년 7월 3일에 발사되었다.
일본에 의해 설계, 제작 및 발사가 이루어졌지만, 노조미에는 캐나다와 독일, 스웨덴, 그리고 미국 등에서 제공한 14종류의 장비들이 탑재되었다.
애초에 노조미는 화성의 고고도(高高度) 타원 궤도에 1999년 10월 11일 안착하여 장기간에 걸쳐 화성 대기권의 상부가 태양풍과 어떻게 반응하는지에 대해 조사하고, 이를 토대로 화성의 얇은 대기권으로부터 산소 분자가 탈출하는 경로에 대한 연구를 수행할 예정이었다. 또한, 노조미는 47,500 km의 길이에 달하는 타원 궤도를 300회 도는 동안 화성과 그 두 위성들(포보스, 데이모스)의 사진을 촬영할 예정이었다.

## 활동 과정

### 발사
1998년 7월 3일 M-V 로켓에 실려 발사된 노조미는 먼저 근지점 고도 340 km, 원지점 고도 400,000 km의 타원 대기 궤도에 안착했다.

### 달 스윙바이
노조미는 1998년 9월 24일과 1998년 12월 18일의 두 차례에 걸쳐 원지점 고도를 높이기 위해 달과 스윙바이하였다.

### 지구 스윙바이
달과 두 번째 스윙바이를 거친 직후인 1998년 12월 20일, 노조미는 근지점 1000 km의 고도로 지구와 스윙바이하였다. 스윙바이하는 동안 중력의 효과와 7분간에 걸친 자체 추진력의 가동에 힘입어 노조미는 화성으로 향하는 궤도에 올라서게 되었다. 그러나 여기서 밸브에 문제가 발생하였고, 노조미는 예상보다 많은 연료를 사용하게 됨과 동시에 과도한 가속을 받아 궤도에서 벗어나는 상황에까지 이르렀다. 다음날인 12월 21일 두 차례에 걸친 궤도 수정 추진에서도 예상보다 연료를 많이 소모하게 됨으로써 노조미의 연료는 얼마 남지 않게 되었다.

### 새로운 계획
이에 따른 새로운 계획은 노조미를 태양을 중심으로 하는 궤도에 4년간 더 방치하면서 2002년 12월과 2003년 6월에 각각 한 차례씩 총 두 차례의 지구 플라이바이를 거쳐 2003년 12월 화성에 접근한다는 것이었다.

### 첫 번째 지구 플라이바이
2002년 12월로 예정된 첫 플라이바이 전에, 4월 21일 노조미는 지구에 근접하여 소정의 플라이바이 효과를 얻고자 하였다. 이 때, 강력한 태양플레어가 노조미의 통신 장치와 전원 공급 장치를 파손하였다. 고도 제어 장비의 온도 제어 장치에 사용되는 전지에 단락이 일어났고, 히드라진 연료는 얼어붙고 말았다. 이 연료는 탐사선이 지구에 가까이 접근하면서 다시 녹았고, 2002년 12월 21일의 첫 번째 지구 플라이바이는 성공적으로 이루어졌다.

### 두 번째 지구 플라이바이
2003년 6월 19일, 지구와 불과 11,000 km 떨어진 곳까지 탐사선이 접근하며 두 번째 플라이바이가 진행되었다. 다시 얼어붙었던 연료는 플라이바이 직전에 태양과 가까이 접근하면서 완전히 녹아서 플라이바이는 무사히 진행되었다. 그러나, 2003년 12월 14일로 예정된 화성 궤도 진입을 위하여 2003년 12월 9일에 탐사선의 방향을 수정하는 작업이 진행되어야 했는데, 주 추진 엔진의 점화가 실패하였고 모든 임무는 취소되었다.
다만, 12월 9일에 소형 추진 엔진들이 작동되어 궤도를 수정, 화성과의 근접 고도를 1000 km 로 만들어 화성과 충돌하는 일은 면하도록 하였다. 이는 노조미가 애초에 착륙선으로 계획되지 않았기 때문에 살균이 이루어지지 않았고, 따라서 탐사선이 화성에 충돌함으로써 혹 탐사선에 묻어 있는 지구의 박테리아로 인해 화성이 오염될 가능성이 있었기 때문이었다.

### 화성 플라이바이
연료가 거의 남지 않았고 주 추진 장치마저 고장난 상태인 노조미는 화성 궤도에 안착하는 데에 실패하고 말았다. 2003년 12월 14일, 노조미는 화성과 플라이바이하고 태양을 중심으로 하는 약 2년 주기의 궤도에 놓이게 되었다. 당초 예정된 임무는 모두 취소되었지만, 탐사선은 현재도 여전히 작동 가능한 상태이다.